# Аманда Ріплі
Аманда Ріплі МакКларен (англ. Amanda "Amy" Ripley McClaren) — вигаданий персонаж франшизи «Чужий». Донька Еллен Ріплі, головної героїні оригінальної серії фільмів. Вперше згадується у розширеному спеціальному виданні фільму «Чужі» та зображується на фотографії у вигляді літної жінки.
Аманда Ріплі також є головною героїнею відеогри Alien: Isolation, дія якої відбувається приблизно через 15 років після фільму «Чужий» та приблизно за 40 років до фільму «Чужі». У грі Аманді приблизно 25 років, вона працює інженером у корпорації Weyland-Yutani. Вона продовжує пошуки своєї матері, взявшись за завдання, яке дозволяє їй відвідати ту область космосу, де колись була її мати.

## Концепція та створення
Вперше про Аманду згадується у видаленій сцені з театральної версії фільму Чужі 1986 року, яка була знову вставлена в спеціальне видання, що було випущене у 1992 році. Аманда була ще дитиною, коли Еллен вирушила у космос до подій фільму Чужий. Хоча Еллен мала повернутися на Землю до 11-річчя Аманди, події першого фільму Чужий завадили цьому, Аманда стала дорослою, вийшла заміж, взявши прізвище МакКларен, та померла у віці 66 років, під час 57-річного застою її матері між подіями перших двох фільмів. Після цього, Еллен показують фотографію старої Аманди. На фотографії була зображена реальна мати Сігурні Вівер — Елізабет Інґліс.
Ця сцена була вирізана з фільму через побоювання 20th Century Studios щодо занадто довгої тривалості фільму. Вівер була у люті через видалення сцени, вважаючи, що вона мала вирішальне значення у фільмі. 
Для відеогри Alien: Isolation у ранній розробці робота велася з використанням жіночого манекена для випробувань, і тоді-ж було припущено, що головним персонажем буде жінка. У грі було вирішено зосередитись на Аманді. Розробники хотіли, щоб Аманда повторювала деякі риси своєї матері, але водночас й мала власний характер. Як приклад того, чим вона схожа на Еллен, наводиться її рішучість, але в той же час вона була холоднішою за матір. У грі використовувалася технологія захоплення рухів, для того, щоб персонажі виглядали більш правдоподібно.

## Біографія
Аманду було зачато під час перерви між перевезеннями. Попри те, що це суперечило політиці Weyland-Yutani, їй дозволили народити. Аманда народилася у домашніх пологах, причому її мати відмовилася від знеболювання, побоюючись через те, що вона роками використовувала кріопрепарати під час поїздок у кріостазі.
Їй було 10 років, коли Еллен вирушила у космос на борту «Ностромо». Згідно з романом розширеного всесвіту «Чужий: З Тіней», її батько покинув сім'ю, коли Аманді було лише 3 роки. Перед тим, як вирушити на Ностромо, Еллен пообіцяла Аманді, що повернеться додому до її 11-річчя.
У Alien: Isolation Аманда Ріплі є інженером компанії Weyland-Yutani. Під час роботи, до неї звертається андроїд Крістофер Семюельс, представник компанії та повідомляє їй, що бортовий самописець «Ностромо» було виявлено рятувальним судном «Анесідора» та доставлено на космічну станцію «Севастополь», що розташована на орбіті газового гіганта KG-348. Вважаючи, що це допоможе їй дізнатися більше про зникнення своєї матері, Аманда погоджується вирушити до «Севастополя».
Згідно з «Чужими», в якийсь момент Аманда вийшла заміж, взявши прізвище МакКларен, але дітей у неї не було. 23 грудня 2178 року вона померла від раку. Ріплі було кремовано та поховано у Літтл-Шют, Вісконсин, США.

## Сприйняття
Критики сприйняли Аманду неоднозначно. Попри критику Alien: Isolation, Райан МакКафрі з IGN заявив, що «Аманда має чітко виражену, жорстку, як цвяхи, особистість, як у її матері». Даніель Ріендо з Polygon похвалив Аманду з жіночої точки зору, як гідну наступницю Еллен Ріплі, а також як найкращу жінку-протагоніста з часів Еллен Ріплі. Він пізніше назвав 2014 рік «роком правління жіночих персонажів».
Метт Пекхем із Wired розкритикував вибір персонажа гри як доньку Еллен, назвавши це нарративним обманом, і вважає кінцеву розв'язку «поспішною і трохи вимушеною». Однак він високо оцінив наявність жіночого персонажа, сказавши: «Чудово грати за сильну, розумну та самодостатню жінку, і свідченням цього є те, що через годину чи дві я перестав турбуватися про те, що Аманда є дочкою Еллен».
Джефф Марчіафава з Game Informer розкритикував Аманду, вважаючи, що вона «не демонструє особливого індивідуального зростання». Блейк Петерсон із Game Revolution вважає, що гра не змогла розвинути особистість Аманди або емоційно прив'язати гравця до неї, коментуючи, що вона відчувається більш порожньою ніж легендарна Еллен Ріплі.

## Поява
- 1986 — Чужі (спеціальне видання)
- 1986 — Чужі (роман)
- 1990 — Чужі: Війна Жінок (комікс)
- 1993 — Чужі: Війна Жінок (роман)
- 1997 — Чужий: Воскресіння
- 2014 — Alien: Isolation
- 2014 — Alien: Isolation (комікс)
- 2014 — Чужий: З Тіней (роман)
- 2014 — Чужий: Море Жалю (роман)
- 2014 — Чужий: Звіт Weyland-Yutani
- 2016 — Чужі проти Пінбола (відеогра)
- 2016 — Чужі: Виклик (комікс) (2016)
- 2019 — Alien: Blackout (мобільна гра)
- 2019 — Alien: Isolation - The Digital Series
- 2019 — Чужий: Ізоляція (роман)
- 2019 — Чужі: Опір (комікс)
- 2019 — Чужі: Порятунок (комікс)